# Jiffies
Jiffies es una variable usada en el sistema operativo Linux que nos indica los ticks que han pasado desde que se arrancó el sistema. En cada interrupción del reloj interno del sistema se incrementa el valor de la variable en uno. Esta variable está definida en el fichero del código del núcleo en linux/jiffies.h
Esta variable se suele combinar con otra variable llamada HZ que nos indica, como su nombre sugiere, la frecuencia del reloj interno, por lo que estas dos variables nos permiten calcular los jiffies por segundo en una máquina.
- Datos: Q5661825